# Portugal nos Jogos Olímpicos de Verão de 1924
Portugal competiu nos Jogos Olímpicos de Verão de 1924 em Paris, na França, entre 4 de maio e 27 de julho de 2024. Os atletas portugueses têm competido em todas as edições dos Jogos Olímpicos de Verão desde a estreia de Portugal nos Jogos Olímpicos de 1912, em Estocolmo.
A melhor participação portuguesa na competição até aos Jogos de 1924 foi precisamente na edição anterior, nos Jogos Olímpicos de 1920 em Antuérpia, em que o Comité Olímpico de Portugal conseguiu 3 diplomas olímpicos.
Para os Jogos de Paris 1924, foram qualificados 30 atletas em 8 modalidades. Houve a estreia em 5 novas modalidades e o regresso ao atletismo. No final da competição a edição de 1924 tornou-se na melhor participação de Portugal até então ao conseguir obter a primeira medalha olímpica.

## Atletas
A seguir está a lista do número de atletas que participaram nos Jogos.
| Modalidade                 | Mulheres | Homens | Total |
| -------------------------- | -------- | ------ | ----- |
| Atletismo                  | 0        | 3      | 3     |
| Equestre (Estreante)       | 0        | 4      | 4     |
| Esgrima                    | 0        | 10     | 10    |
| Halterofilismo (Estreante) | 0        | 1      | 1     |
| Natação (Estreante)        | 0        | 1      | 1     |
| Ténis (Estreante)          | 0        | 1      | 1     |
| Tiro                       | 0        | 9      | 9     |
| Vela (Estreante)           | 0        | 1      | 1     |
| Total                      | 0        | 30     | 30    |

## Conquistas

### Medalhas
Portugal obteve no total da sua participação nos Jogos Olímpicos de Paris 1924, 1 medalha de Bronze.
| Medalha | Atleta | Modalidade                                                                       | Prova    | Data             |      |
| ------- | ------ | -------------------------------------------------------------------------------- | -------- | ---------------- | ---- |
| 1       | Bronze | António Borges d'Almeida • Hélder de Souza Martins • José Mouzinho d'Albuquerque | Equestre | Saltos - Equipas | 1924 |

## Atletismo

#### Masculino
100 m:
- Gentil dos Santos — 1ª ronda (2ª eliminatória)
- Karel Pott — 1ª ronda (8ª eliminatória)

200 m:
- Gentil dos Santos — 1ª ronda (10ª eliminatória)

Lançamento do Disco:
- António Martins da Silva — 1ª ronda: 12º (32,40m)

## Esgrima
Masculino
| Atleta         | Evento  | Fase de 32             | Fase de 16             | Quartas de final       | Semifinais             | Final                  | Posição |
| Atleta         | Evento  | Adversário e resultado | Adversário e resultado | Adversário e resultado | Adversário e resultado | Adversário e resultado | Posição |
| -------------- | ------- | ---------------------- | ---------------------- | ---------------------- | ---------------------- | ---------------------- | ------- |
| Gil de Andrade | florete | -                      | -                      | -                      | -                      | -                      | -       |

## Natação
200 m bruços:
- Mário da Silva Marques - 6.º lugar[4].